# Rivière aux Prunes
La rivière aux Prunes est un petit cours d'eau qui coule dans le sud du Manitoba. 
La rivière-aux-Prunes est un ruisseau qui serpente à travers les champs de blé et de pois. 
Cette petite rivière est un affluent de la rivière Rouge dans laquelle elle se déverse.
Son appellation lui fut donnée par les premiers colons canadiens-français qui s'établirent dans ce lieu, dans la seconde moitié du XIXe siècle, en raison des nombreux pruniers sauvages qui poussaient de part et d'autre de ses rives, le long de ses berges.
En 1870, des familles métis venues de Saint Norbert, s'établirent le long de ce cours d'eau. Le curé Jolys, installa une mission qu'il nomma  d'abord "Mission Rivière-aux-Prunes" car elle était établie le long de la Rivière-aux-Prunes. Par la suite, d'autres familles arrivèrent, notamment du Québec. L'évêque Alexandre Taché baptisa la communauté villageoise St. Jean Baptiste du nom du Saint patron des Canadiens-français.